# Пад Кабула (2021)
Пад Кабула, главног града Авганистана, уследио је након што су га заузеле талибанске снаге 15. августа 2021. године. До освајања Кабула, већина регионалних престоница у Авганистану већ је била прешла под контролу Талибана и то током повлачења америчке војске које је започето у фебруару 2021, а које је завршено 31. августа исте године.
Падом Кабула завршена је велика талибанска офанзива започета у мају 2021. против тадашњих авганистанских власти.
Након пада Кабула, снаге НАТО-а наставиле су да одржавају присуство у Кабулу неко време како би обезбедиле безбедну евакуацију држављана својих чланица као и локалних становника. Током августа 2021, више од 100.000 људи евакуисано је из Авганистана, било војним превозима, било комерцијалним летовима.